# Domrke
Domrke (cyr. Домрке) – wieś w Bośni i Hercegowinie, w Republice Serbskiej, w gminie Gacko. W 2013 roku liczyła 24 mieszkańców.